# Heinrich Glücklich

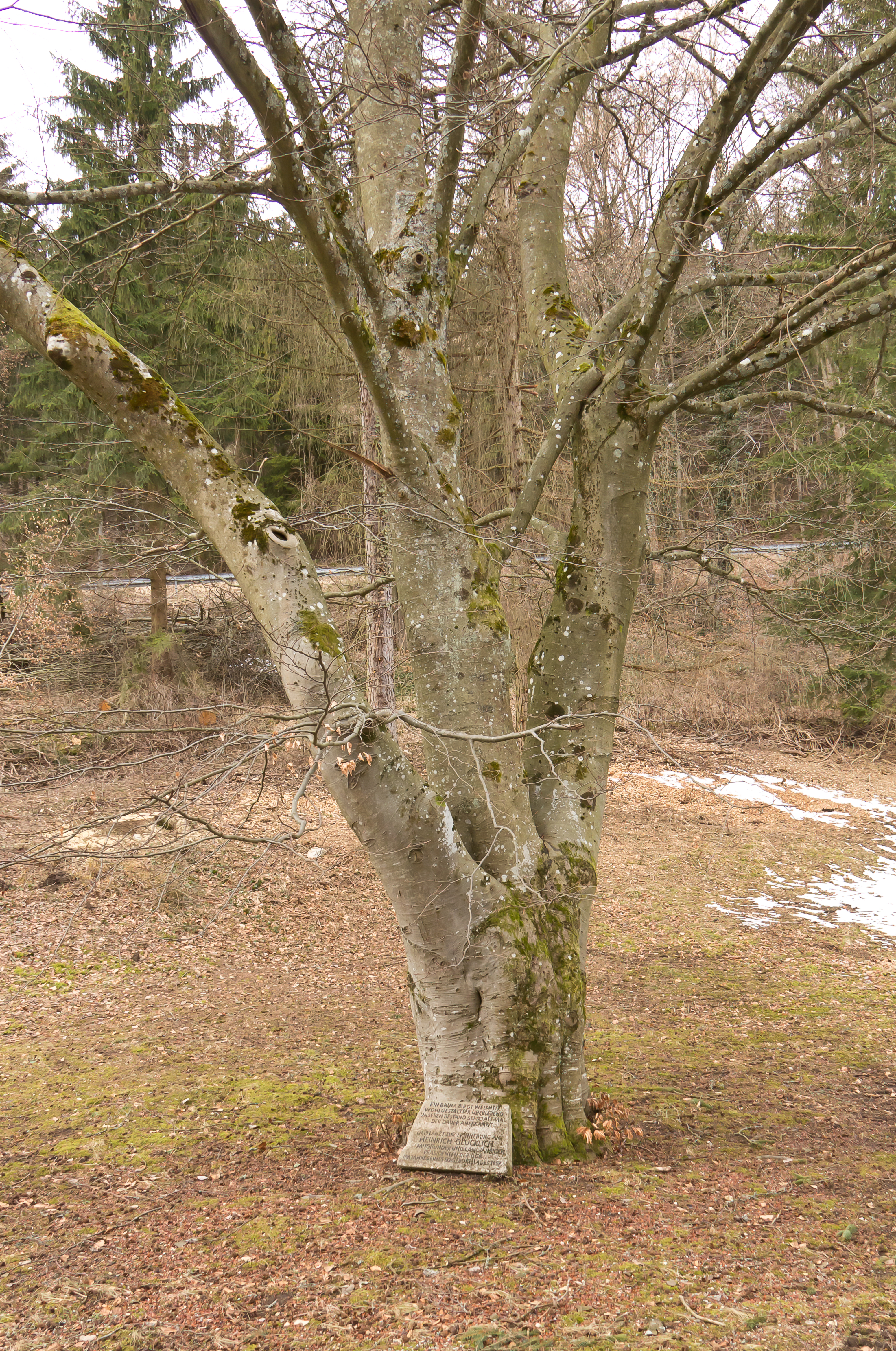
Ein 1957 vor dem Haus auf der Alb gepflanzter Baum zu Ehren von Heinrich Glücklich zu seinem 80. Geburtstag

Heinrich Glücklich (* 11. Januar 1877 in Homburg v. d. H.; † 16. September 1971 in Wiesbaden) war Kaufmann und Politiker.
Ab 1890 absolvierte er eine kaufmännische Lehre in Homburg. Ab 1893 war er in Wiesbaden ansässig, zeitweise arbeitete er in London und Frankfurt am Main.
Ab 1897 war er Mitglied des Kreisvorstands der Nationalliberalen Partei in Homburg, später im Vorstand der Nationalliberalen Partei Wiesbaden. Anfang 1900 war er Kassierer der Mitteldeutschen Creditbank in Baden-Baden, ging dann 1903/04 in Stellung in Nizza.
Anschließend war er Hauptagent des Norddeutschen Lloyd in Wiesbaden und Beteiligung am Immobiliengeschäft seines Onkels Johann Christian Glücklich.
Von 1910 bis 1928 war er Stadtverordneter in Wiesbaden, während dieser Zeit nahm er am Ersten Weltkrieg teil, zuletzt als Hauptmann. 1918 bis 1933 war er Vorsitzender der Deutschen Volkspartei in Wiesbaden, ab 1920 auch Direktor der deutschen Niederlassung der Zigarettenfabrik Ed. Laurens GmbH.
1928–1933 war er unbesoldetes Magistratsmitglied, 1939 Trennung der Firma in Immobilienbüro und Reisebüro Glücklich.
Außerdem betätigte er sich bis 1905 als Vorsitzender des Kaufmännischen Vereins in Homburg v. d. H., seit 1907 in Wiesbaden, 1907–1914 als Vorstandsmitglied des Deutschen Verbandes Kaufmännischer Vereine. Glücklich war 1910 Mitbegründer und später Präsident der Deutschen Gesellschaft für Kur- und Erholungsheime für Handel und Industrie (Kaufmanns-Erholungsheime) u. a. Er gehörte 1945 zu den Gründern der CDU Wiesbaden, nach Austritt aus der Partei dann zu den Gründern der Bürger- und Bauernpartei. Nach deren Fusion mit der LDP wurde er Vorsitzender der LDP für Wiesbaden und den Rheingau. Er war 1946–1950 Mitglied des hessischen Landtags (LDP/FDP) sowie 1948–1952 erneut ehrenamtlicher Stadtrat in Wiesbaden.

## Auszeichnungen
- 1950: Ehrenbürgerschaft der Stadt Wiesbaden
- 1952: Verdienstkreuz der Bundesrepublik Deutschland
- 1960: Großes Verdienstkreuz der Bundesrepublik Deutschland